# Heahstan
Heahstan est un prélat anglais de la deuxième moitié du IXe siècle. Il est évêque de Londres jusqu'à sa mort, en 897.

## Biographie
Dans les listes épiscopales, Heahstan figure entre Swithwulf, qui n'est mentionné nulle part ailleurs, et Wulfsige. Le roi du Wessex Alfred le Grand lui envoie une copie de sa traduction de la Regula pastoralis de Grégoire le Grand dans les années 890. Ce manuscrit est conservé dans la bibliothèque Cotton sous la cote Otho B.ii.
La Chronique anglo-saxonne rapporte le décès de Heahstan en 897.